# James Shaffer
James Christian Munky Shaffer (Rosedale, Kalifornija, 6. lipnja 1970.) je prvi gitarist nu metal sastava Korn.

## Životopis
James Christian je prije Korna svirao za ulični rock sastav L.A.P.D. s većinom članova današnjeg Korna. On je nakon izlaska Briana Welcha preuzeo sve uloge gitarista u Kornu sve do dolaska backap sastava koji dolazi na turneje i ostale koncerte zbog izbjegavanja nastupa s playbackom. Članovi Backup Korn sastava su: Shane Gibson (gitara) i Zac Baird (klavijature).

## Diskografija

### Korn
- Korn (1994.)
- Life Is Peachy (1996.)
- Follow the Leader (1998.)
- Issues (1999.)
- Untouchables (2002.)
- Take a Look in the Mirror (2003.)
- Live & Rare (2003.)
- Greatest Hits, Vol. 1 (2004.)
- See You on the Other Side (2005.)
- MTV Unplugged (2007.)
- Untitled album (2007.)